# Bagley (hrabstwo Oconto)
Bagley – miasto w Stanach Zjednoczonych, w stanie Wisconsin, w hrabstwie Oconto.